# ラブラドル半島
ラブラドル半島（ラブラドルはんとう、英語:Labrador Peninsula、フランス語:éninsule du Labrador）は、カナダ北東部の半島。名前は15世紀にこの地を探検したとされるポルトガルのジョアン・フェルナンデス・ラヴラドールにちなむ。

## 概要
西はハドソン湾とその南のジェームズ湾、北はハドソン海峡を挟んでバフィン島、東は北大西洋（ラブラドル海）、南はベルアイル海峡を挟んでニューファンドランド島およびセントローレンス湾に面す。北部はアンガヴァ湾が切れ込み、その西側はアンガヴァ半島、東側はトーンガット山脈で先端はチドリー岬になっている。
大西洋岸の約4分の1がラブラドール地方（ニューファンドランド・ラブラドール州）、残り（サグネ・ラック・サン・ジャン地域、コート・ノード地域、ノード・デュ・ケベック地域）がケベック州に属する。また、ハドソン湾奥からアンガヴァ湾まで、半島沿岸に浮かぶ島々は全てヌナブト準州に属している。
氷期には多くの部分が氷河に覆われ、特に最後の氷期には北米大陸一帯を覆うローレンタイド氷床、9万年前から1万8千年前ごろまで存在）の中心となった。大西洋岸のフィヨルド地形の地域ほか、半島内陸各所に、氷床が解ける際に地表を削っていった氷河湖の痕跡が認められる。
北部の海岸地帯は寒冷のため農耕不能で、主な産業は漁業である。ラブラドール・レトリバーの名前の由来でもある。内陸部は南側は森林（タイガ）が広がるが、北部は年中寒冷の永久凍土に覆われ、樹木も生育できないツンドラ地帯になっている。気候は、半島東沖を流れる寒流・ラブラドル海流を通る涼しい風の影響で、夏はあまり気温が上がらず、冬の期間は長く非常に寒いから海は氷に閉ざされる。特に沿岸部では、亜寒帯に属する地域でさえも、夏は短く非常に冷涼（最暖月も12-13℃程度）なため、樹木も貧弱かつ疎らにしか生えておらず、おおむね草原が中心になっている。